# George Abbot (Schriftsteller)
George Abbot (auch George Abbott; * 1604 in York; † 21. Februar 1649 in Caldecote, Warwickshire) war  ein englischer Autor geistlicher Werke und Politiker.

## Leben
Der am 13. März 1604 in York getaufte George Abbot war der Sohn eines gleichnamigen, im November 1607 verstorbenen Vaters. Seine Mutter, die den Vornamen Joan führte, war die Tochter von Aleyn Penkeston. Letzterer gehörte ebenso wie Abbots Vater der niederen Oberschicht Yorks an, doch zählten beide nicht zur Klasse der Freien. Abbots Großvater väterlicherseits, der ebenfalls George Abbot hieß, war Yeoman (Freibauer) nahe Pontefract. Väterlicherseits war Abbot mit der Familie Pickering verwandt. Nach dem Tod ihres Gatten heiratete Abbots Mutter 1609 den englischen Politiker William Purefoy, der sich später (Anfang 1649) an der Hinrichtung König Karls I. beteiligen sollte. In der Folge wuchs der kleine Abbot in Caldecote in der mittelenglischen Grafschaft Warwickshire auf.
Wahrscheinlich besuchte George Abbot keine Universität, sondern betrieb in Caldecote autodidaktische Studien. Sein Stiefvater Purefoy ernannte den puritanischen Geistlichen Richard Vines 1630 zum Pfarrer von Caldecote, und dieser wurde Abbots geistlicher Vertrauenslehrer. Im April 1640 wurde Abbot zum Abgeordneten für Tamworth im von König Karl I. einberufenen Kurzen Parlament ernannt. Im zwei Jahre später ausgebrochenen Bürgerkrieg zwischen Anhängern Karls I. und jenen des englischen Parlaments war William Purefoy ein eifriger Unterstützer der Gegner des Königs, und am 28. August 1642 musste Abbot allein mit seiner Mutter und wenigen Dienern den Gutshof seines Stiefvaters in Caldecote gegen 18 berittene Soldaten des Prinzen Ruprecht verteidigen.
Ab dem 2. Oktober 1645 fungierte Abbot für Tamworth als Mitglied des englischen Unterhauses, nahm aber an den parlamentarischen Beratungen nur geringen Anteil. Er blieb unverheiratet, wurde im November 1646 krank, zog sich aufs Land zurück und starb 1649 im Alter von 45 Jahren in Caldecote. Dort fand er auch seine letzte Ruhestätte.

## Schriftstellerische Tätigkeit
Mit seiner ersten Publikation, The Whole Booke of Job Paraphrased, or made easy for any to understand lieferte der Laientheologe George Abbot 1640 eine allgemeinverständliche Einführung in das alttestamentliche Buch Ijob. Sein Werk Vindiciae sabbathi (1641) hatte einen nachhaltigen Einfluss auf die Kontroverse um die Sabbatianer. Die posthum 1650 erschienene letzte theologische Schrift Abbots trug den Titel The Whole Book of Psalms Paraphrased.